# 夫馬基彦
夫馬 基彦（ふま もとひこ、1943年12月2日 - ）は、日本の小説家、連句人（俳号南斎）、元日本大学教授。妻はノンフィクション作家の田村志津枝。

## 経歴
愛知県一宮市生まれ。愛知県立旭丘高等学校卒後、早稲田大学第一文学部仏文学専修中退。1967年パリへ旅立ち、のちインドを放浪。
1977年小説「宝塔湧出」で中央公論新人賞。その後「第8次早稲田文学」に編集委員・選考委員として参加。
1987年～1988年「緑色の渚」「金色の海」「紅葉の秋の」で3回芥川賞候補になる。
1997年日本大学芸術学部文芸学科助教授、2002年教授（小説、連句を担当）。2010年定年退職。
2003年～2004年日本ペンクラブ電子文藝館副委員長、2005年から獄中作家（WiP）委員会副委員長。07年獄中作家・人権委員会副委員長。

## 著書
- 『熱と瞑想 あるインド紀行』 鳥書房 1973
- 『印度巡礼』 ジャパン・パブリッシャーズ 1978.2
- 『塔と花そしてインド』 ジャパン・パブリッシャーズ 1978.5
- 『夢現』（「宝塔湧出」収録）中央公論社 1980.9
- 『美術館のある町へ』  創隆社 1984.9
- 『楽平・シンジ そして二つの短篇』 福武書店 1985.9
- 『金色の海』 福武書店 1988.3
- 『紅葉の秋の』 福武書店 1988.8
- 『六月の家』 福武書店 1989.3
- 『菊とヒッピーと孤独』 福武書店 1990.7
- 『風の塔』（長編）講談社 1991.7
- 『美しき月曜日の人々』（美術家列伝）講談社 1994.3
- 『恋の呼び出し、恋離れ』（連句小説）中央公論社 1995.7
- 『籠抜け・天の電話』 集英社 2001.5
- 『按摩西遊記』  講談社 2006.6
- 『オキナワ大神の声』 飛鳥新社 2009.6